# 86279 Brucegary
86279 Brucegary è un asteroide della fascia principale. Scoperto nel 1999, presenta un'orbita caratterizzata da un semiasse maggiore pari a 1,9322010 UA e da un'eccentricità di 0,0678454, inclinata di 21,84388° rispetto all'eclittica.
L'asteroide è dedicato all'astronomo amatoriale statunitense Bruce Gary.